# Santa Maria de la Fau
Santa Maria de la Fau, Mare de Déu del Fau, Mare de Déu de les Formigues o de les Alades, és una església del municipi d'Albanyà inclosa en l'Inventari del Patrimoni Arquitectònic de Catalunya.

## Descripció
Situada a uns cinc quilòmetres al nord del nucli urbà de la població d'Albanyà, a la collada del Fau, a la serra del Bac de Grillera.
Ermita d'una sola nau amb absis de planta semicircular capçat al sud-est, que ha patit diverses reformes i refeccions al llarg del temps. La nau està coberta per una volta apuntada mentre que la coberta de l'absis no es pot apreciar degut al gran retaule que ocupa tot l'espai. L'arc triomfal, però, és de perfil apuntat. Els murs laterals de la nau presenten una cornisa motllurada que ressegueix el perímetre. Sota d'aquesta, als laterals de l'absis, hi ha dos arcs de mig punt oberts als murs els quals no estan marcats en planta. Hi ha dues portes per accedir a l'interior. La del frontis és d'obertura rectangular, amb els brancals bastits amb carreus desbastats i la llinda plana arrodonida, amb un arc de descàrrega superior bastit en pedra petita ben escairada. Per damunt hi ha un òcul de pedra força reformat. El parament està coronat per una fina cornisa motllurada que també decora el campanar. La porta lateral és d'arc de mig punt adovellat. A l'extrem de llevant de la façana hi ha el campanar d'espadanya, d'un sol arc. L'ermita va ser restaurada el 2015 i es va reconstruir l'arc del campanar.
La construcció és bastida en pedra desbastada i sense treballar de diverses mides, amb carreus a les cantonades. Els paraments conserven parts dels revestiments arrebossats. L'interior està arrebossat i emblanquinat.
Al costat de l'església hi ha l'antiga casa de l'ermità, pràcticament enderrocada.

## Història
L'ermita de la Mare de Déu del Fau o de Santa Maria pertanyia a l'antic terme parroquial de Carbonils, ara terme d'Albanyà, al límit amb Maçanet de Cabrenys. És coneguda també com l'ermita de "les Formigues" o de "les Alades". La imatge de la Mare de Déu va ser destrossada el 1936 i va ser reposada amb una de semblant a l'anterior el 1948. Té uns Goigs dedicats. L'ermita ja existia al segle xiii i fou reconstruïda a la primera meitat del segle xv. Segons Lluís Constants, per un document datat a Perpinyà el 24 d'abril de 1407, el vicari general del papa Luna (Benet XIII), Guillem Mariner, atorgà indulgències als devots que donaren almoines per a la reconstrucció de la capella de Santa Maria del Fau, caiguda en part, a la qual deia que acudien una gran multitud de fidels. Aquesta mateixa gràcia tornà a ésser concedida pels bisbes Dalamau de Mur, l'any 1415, i Bernat de Pau, el 1438; aleshores es feia constar que aquesta capella pertanyia a la parròquia de Carbonils. L'església edificada vers el segle xv, actualment és abandonada, però de moment s'aguanta en totes les seves parts.